# Ana María Cores
Ana María Cores (Buenos Aires, 26 de octubre de 1950) es una actriz y cantante argentina.

## Biografía
En su juventud se recibió de maestra normal nacional y se desempeñó en un grado de la escuela Bandera Argentina. Luego estudió en el Conservatorio de Arte Dramático, teatro de forma particular con Augusto Fernández y Beatriz Mattar, danza con Antoniette San Martín y Ana Itelman y canto con Julio Abril y Malvina Parnase. Sus primeros roles fueron en teatro en Universexus (1971) y Hair (1973).
Surgida de la comedia musical, en 1974 debutó en el medio cinematográfico con Hay que romper la rutina, para el sello Aries con dirección de Enrique Cahen Salaberry, quien eligió para el elenco a Jorge Barreiro y Alberto Olmedo. En 1976, instaurada la Dictadura Militar comandada por Jorge Rafael Videla, incursionó por primera vez en televisión a través de Tribu S.R.L, unitario musical de Canal 11. Desde 1978 a 1980 trabajó en ciclos exclusivamente para Canal 13 como la telenovela Novia de vacaciones, Las chicas de Mayra, Las tres medias de Andrés, entre otras. En 1980 cumplió su primer protagónico en cine acompañada por Claudio García Satur en Crucero de placer, que se comenzó a filmar un año antes.
Tras participar de un programa escrito por Hugo Moser, en 1981 acompañó a Cristina Alberó y Antonio Grimau en Quiero gritar tu nombre, por Canal 9. Un año después, se dirigió al público infantil y formó parte de La vuelta manzana, emitida por ATC (Argentina Televisora Color). Su labor en Las 24 horas fue uno de sus primeros trabajos como actriz dramática al igual que en Compromiso, unitario de Canal 13. En 1986 fue convocada por Juan David Elicetche para encarnar a Aixa en el exitoso drama romántico: Duro como la roca, frágil como el cristal, junto a Pablo Alarcón, Selva Alemán y Bárbara Mujica. En 1986 protagonizó la telenovela Cuando vuelvas a mí junto a Arturo Puig y Mariana Karr. Alternando en diversos unitarios de ATC  y Canal 11, con guiones de importantes libretistas como Juan Carlos Mesa hasta fines de los 80, en 1989 comenzó a actuar asiduamente en teatro, lugar donde más se popularizó, en la obra Sorpresas, en el Teatro Blanca Podestá.
Después de actuar en una pieza de Jacobo Langsner, en 1991 retornó al cine luego de 11 años sin actividad allí, en Dios los cría, drama dirigido por Fernando Ayala con duración de 90 minutos. En los años siguientes trabajó con Jorge Guinzburg (Sex a pila; 1991), Flavia Palmiero (Flavia, corazón de tiza; 1992) y Rodolfo Bebán (Marco, el candidato; 1993). A mediados de los 90 intervino al lado de un gran elenco en una de las versiones de Alta comedia y en 1997, dirigida por Enrique Estevanez, colaboró en la comedia De corazón, que se emitió durante un año con su personaje de Sofía auspiciada por una compañía que lleva el mismo apellido que el director.
Ligándose completamente al teatro hasta principios del 2000, volvió a la TV secundando a Romina Gaetani en Telefé. Partícipe de una infinidad de piezas de teatro, se lució en Godspell (1974), en el Teatro Chacabuco, The Rocky Horror Show (1975), con Valeria Lynch, La historia del 7, de Gerardo Sofovich y Enrique Pinti, Aquí no podemos hacerlo (1979), en el Teatro Embassy, Divas (1987), junto a Graciela Pal, Locos recuerdos (1995), de Hugo Midón, Las tres caras de venus (2005), de Lorenzo Quinteros, entre otras. También encabezó con Tato Bores en el Teatro del Globo en 1976 y en 2008 presentó en el Teatro Nacional Cervantes la popular obra Canción de cuna para un marido...en coma, escrita por Roberto Lumbreras Blanco y luego, adaptada. Allí, compuso a Verónica y demostró de forma inolvidable sus condiciones para los distintos géneros: ha incursionado en dramas, romances, comedias y musicales.
Hizo largas giras por Argentina, Uruguay, Chile y México. En 2008, fue contratada para encarnar a Penélope Cortés, una mujer obsesiva y elegante amiga de Claribel Medina y hermano de Alacrán en la serie Por amor a vos, que llegó a alcanzar 25 puntos de índice de audiencia y se convirtió junto con Son de Fierro y Valientes, en los programas más taquilleros de Canal 13. En 2009 se estrenó en el Teatro Tadrón un espectáculo titulado: Tres mujeres con equipaje, de Fabrizio Origlio la cual ella protagonizaba. Ese mismo año condujo al lado de Elena Lucena Gente de teatro, un programa radial emitido por FM Palermo, donde se dialoga con diversos invitados y Lucena interpreta a Chimbela.
Ha recibido distinciones como el premio Municipal por su labor teatral en Sorpresas en 1989, Diploma al Mérito de la Fundación Konex en 1991, dos premios Estrella de Mar en 1993 y 1997 y una de sus obras obtuvo un premio ACE. Estuvo casada con el director Pepe Cibrián Campoy.

## Filmografía
- Hay que romper la rutina (1974)
- Los éxitos del amor (1979)
- Crucero de placer (1980)
- Dios los cría (1991)

## Televisión
- 1980: Los hermanos Torterolo
- 1988: Stress como Greta.
- 2021: El Ristorantino de Arnoldo como Margarita.
- 2024: Terapia alternativa como Betty